# 義嘉
義嘉（ぎか）は、南北朝時代、宋の晋安王劉子勛が建てた私年号。466年。

## 西暦・干支との対照表
| 義嘉 | 元年  |
| 西暦 | 466年 |
| 干支 | 丙午  |